# Позы дефекации у человека
Акт дефекации у человека может характеризоваться различными позами дефекации. Двумя наиболее распространёнными позами являются поза на корточках и сидячая позы. Поза на корточках обычно применяется в земных туалетах. Обычно для этих целей необходимо отсутствие туалета или другие условия. Сидячая поза дефекации в основном распространена в восточных туалетах, а также наклон вперёд или поза с углом в 90 градусов. В целом, выбор позы обуславливается культурной принадлежностью.
Поза дефекации может определяться в соответствии с медицинскими противопоказаниями, например: при обмороке (обмороки при акте дефекации).

## Сведения о позах дефекации
Сидячая поза дефекации — это поза, при которой испражняющийся сидит на туалете (бёдра расположены под углом 90 градусов к корпусу). Большинство западных смывных туалетов приспособлены под позу дефекации в положении сидя.
Поза на корточках (также называемая «позой орла») — это поза, при которой у испражняющегося бёдра подтянуты к животу (расположены под углом 35 градусов к корпусу). Использование этой позы предполагается при дефекации на открытом воздухе, а также при пользовании напольным унитазом или ямным туалетом. При использовании обычного унитаза в качестве вариации (некоторой адаптации) этой позы может применяться специальная подставка для поднятия ног (бёдер).
С медицинской точки зрения поза на корточках полезнее, так как кишечник принимает более выпрямленное положение при дефекации, что способствует лучшему прохождению каловых масс и опорожнению кишечника.

## Позы дефекации в космосе
На космических станциях используются специальные туалеты, адаптированные под невесомость. Однако нет доказательств, что в этой позе будет удобно совершать акт мочеиспускания. При акте дефекации напрягаются мускулы живота, следовательно, тело должно поддерживать такое положение.